# 急行列車

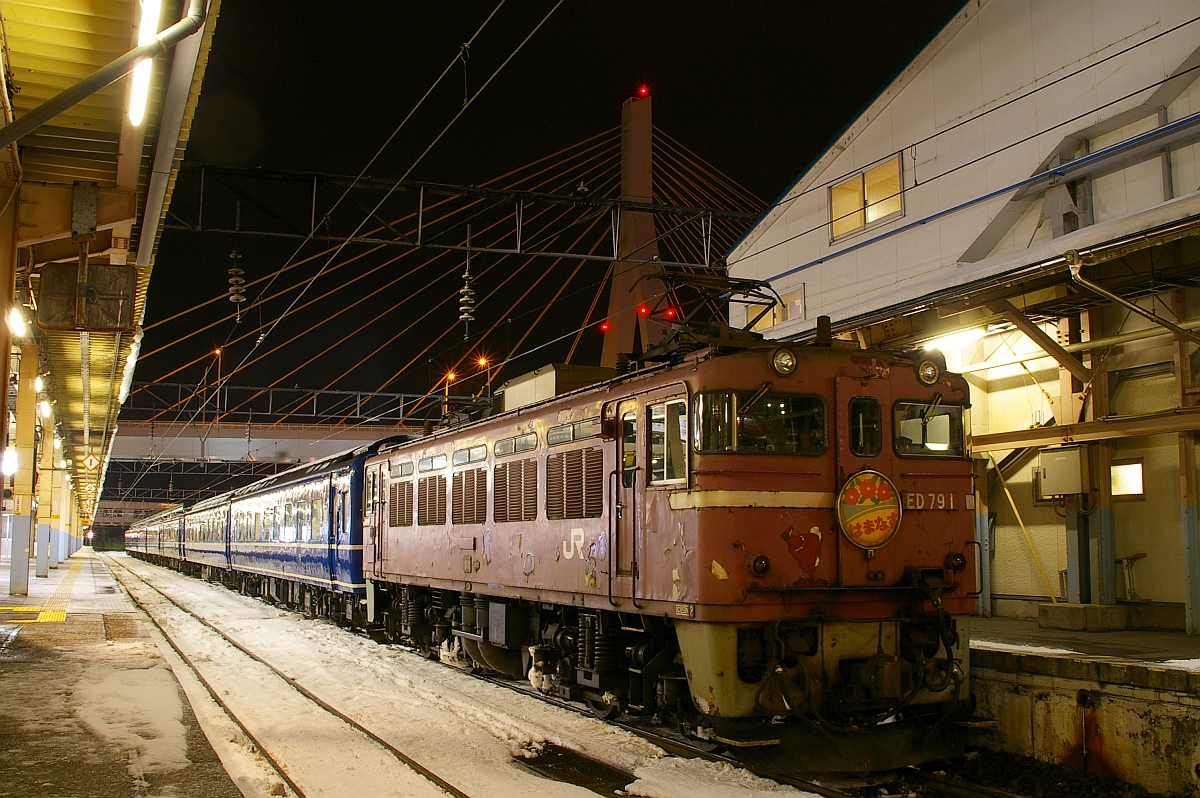
往返於本州與北海道之間的臥舖列車「玫瑰」號是JR旗下最後一班營運的定期急行列車班次。2005年時攝於青森車站內。

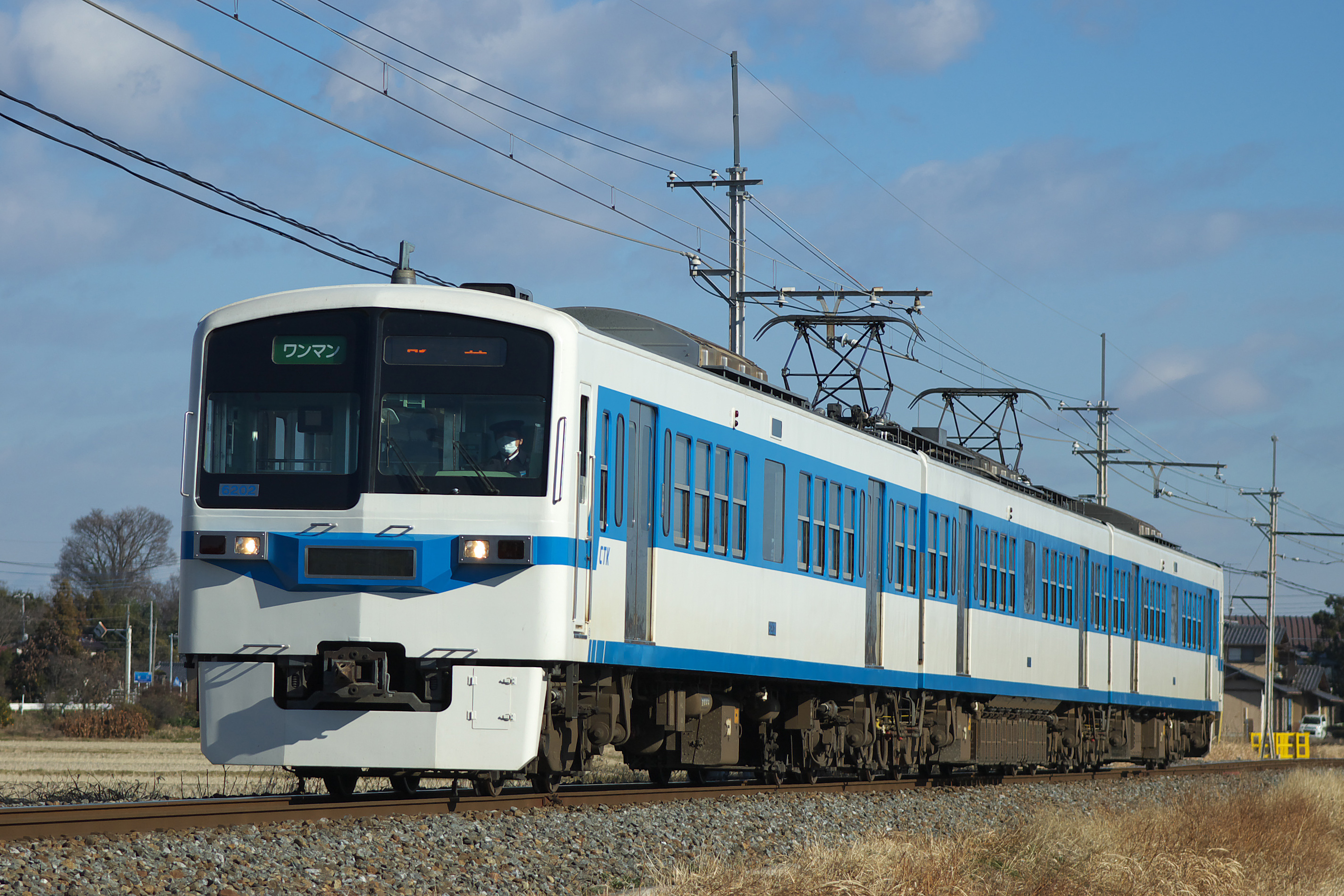
秩父鐵道旗下的「秩父路號列車」號是日本少數需額外收費的私鐵急行列車班次。

急行列車（日语：／ Kyūkō ressha）是一種日本的鐵路列車等級，通常是指停站較少的快車，但依照營運業者的不同，詳細的定義也互有差異。

## 日本國鐵與JR集團
在日本國鐵與由日本國鐵分拆出的JR集團成員公司所屬之系統下，所謂的急行列車通常是指乘客除標準車資外，還需額外支付急行車資（日语：急行料金）購買急行券才能搭乘的車等。由於JR集團旗下尚有另外一種等級較低的「快速列車」，同樣也是不停靠部分車站的速達列車，因此急行與快速列車之間最主要的差異在於急行列車幾乎都是購票時會同時指定搭乘車次與座位位置的指定席車班，而快速列車則以自由入座的自由席車廂為主。另外，與使用標準車輛運行的快速列車不同，急行列車通常會使用專為此車班而設計的列車行駛並擁有特殊的列車名，屬「優等列車」的一類。
另外根據廣義與狹義定義的不同，急行列車還可分為「特別急行列車」與「普通急行列車」兩類，若無特別聲明，所謂的急行列車通常是指後者。特急列車主要的差別是需支付更高價位的特急車資購買特別急行券才能搭乘，通常是車速更快、擁有更佳的車上服務與設施的長距離列車。但隨著時代改變與更快速的新幹線列車普及，急行與特急列車的差異越來越不明顯，因此伴隨北海道新幹線在2016年3月26日的通車，由JR東日本與JR北海道聯合經營的臥舖急行列車「玫瑰」（はまなす）也在3月21日進行最後一次營運後停駛，自此之後JR集團旗下已無固定班次的急行列車。
除了急行與特急外，JR旗下還存在一個等級略低於急行的準急行列車等級（通常簡稱為「準急列車」或「準急」），擁有較快速列車少、但較急行列車多的停站數。

## 私鐵
與日本國鐵或JR集團是利用急行車資的有無來區別急行列車的狀況不大相同，日本大部分私人鐵路公司旗下的急行列車都是不額外收費、但停站較普通列車少的班次，定位上約略等同於JR的快速列車，而需要收取特別車資的較高等列車則稱為「特別急行列車」。然而，仍存在少數幾列需要收取急行車資才能搭乘的急行列車，截至2016年初，全日本僅有四個有額外收費的急行列車班次，分別是秋田內陸縱貫鐵道的「森吉」號、夷隅鐵道的「急行」號、大井川鐵道的蒸汽列車急行「川根路號」，與秩父鐵道的「秩父路」號。